# Воскресенская, Ирина Юрьевна
Ирина Юрьевна Воскресенская (род. 4 июня 1975, Грязовец, Вологодская область) — российская футболистка, полузащитник. Выступала за сборную России. Мастер спорта России.

## Клубная карьера
В детстве занималась лыжами, к 17 годам получила звание кандидат в мастера спорта. Неоднократно становилась серебряным призёром чемпионата области. Её тренерами являлись Александра Всеволодовна Ермакова, Елена Александровна Удодова и Юрий Михайлович Чучнев. На сборах она занималась с Александром Александровичем Изыкиным и Юрием Михайловичем Лазаревым.
Окончив школу, поступила в Вологодский государственный педагогический университет и начала играть за футбольную команду «Вологжанка», которая выступала в первой лиге России. Окончив университет в 1997 году она стала игроком высшелигового КМВ из Кисловодска. Летом 1998 года перешла в стан краснодарской «Кубаночки». Следующий сезон 1999 года провела в составе «Калужанки», после чего вернулась в «Кубаночку».
В 2002 году стала игроком тольяттинской «Лады», которую возглавил Александр Григорян. Вместе с командой трижды завоёвывала серебро российского чемпионата и один раз в 2004 году становилась победителем данного турнира, трижды Воскресенская становилась обладателем Кубка России. В 2004 году участвовала в Italy Women's Cup, где в финальном матче не забила пенальти, из-за чего «Лада» уступила «Торресу». Трижды её включали в список 33 лучших футболисток России по итогам сезона.
В 2006 году Воскресенская перешла в ногинскую «Надежду», главным тренером которой стал Александр Григорян. Включалась в список 33 лучших футболисток сезона 2006 года. Команда тогда сумела завоевать бронзовые награды чемпионата. После этого она решила перейти на офисную работу в банке, однако после года работы решила возобновить карьеру игрока и присоединилась к пермскому клубу «Звезда-2005». Вместе с командой стала чемпионом России и дошла до полуфинала Кубка УЕФА.
Завершив карьеру в 33 года Воскресенская начала тренировать детей в клубе «Чайка» из подмосковного Юбилейного. Прожив 10 лет в Королеве Воскресенская, вернулась в родной Грязовец, где тренировала детей 2006—2007 годов рождения.

## Карьера в сборной
Дебют в сборной России состоялся 22 августа 2004 года в матче отборочного турнира на чемпионат Европы 2005 против Исландии (2:0). Всего в рамках квалификационного турнира участвовала в пяти играх.

## Достижения
«Лада»
- Чемпион России: 2004
- Серебряный призёр чемпионата России (3): 2002, 2003, 2005
- Обладатель Кубка России (3): 2002, 2003, 2004

«Надежда»
- Бронзовый призёр чемпионата России (3): 2006

«Звезда-2005»
- Чемпион России: 2008

## Личная жизнь
Сын — Иван.